# Hambleton
Hambleton es un distrito no metropolitano del condado de Yorkshire del Norte (Inglaterra). Fue constituido el 1 de abril de 1974 bajo la Ley de Gobierno Local de 1972 como una fusión del distrito urbano de Northallerton y los distritos rurales de Bedale, Easingwold y Northallerton, y parte de los también distritos rurales de Thirsk y Croft.

## Geografía
Según la Oficina Nacional de Estadística británica, Hambleton tiene una superficie de 1311,17 km².

## Demografía
Según el censo de 2001, Hambleton tenía 84 111 habitantes (49,3% varones, 50,7% mujeres) y una densidad de población de 64,15 hab/km². El 19,23% eran menores de 16 años, el 72,85% tenían entre 16 y 74, y el 7,92% eran mayores de 74. La media de edad era de 40,91 años. 
Según su grupo étnico, el 99,25% de los habitantes eran blancos, el 0,39% mestizos, el 0,15% asiáticos, el 0,05% negros, el 0,1% chinos, y el 0,06% de cualquier otro. La mayor parte (96,73%) eran originarios del Reino Unido. El resto de países europeos englobaban al 1,7% de la población, mientras que el 0,37% había nacido en África, el 0,66% en Asia, el 0,32% en América del Norte, el 0,04% en América del Sur, el 0,16% en Oceanía, y el 0,01% en cualquier otro lugar. El cristianismo era profesado por el 83%, el budismo por el 0,12%, el hinduismo por el 0,05%, el judaísmo por el 0,04%, el islam por el 0,1%, el sijismo por el 0,01%, y cualquier otra religión por el 0,15%. El 10,4% no eran religiosos y el 6,14% no marcaron ninguna opción en el censo.
El 36,76% de los habitantes estaban solteros, el 49,33% casados, el 1,55% separados, el 5,63% divorciados y el 6,74% viudos. Había 34 688 hogares con residentes, de los cuales el 25,32% estaban habitados por una sola persona, el 7,21% por padres solteros con o sin hijos dependientes, el 65,97% por parejas (58,89% casadas, 7,08% sin casar) con o sin hijos dependientes, y el 1,5% por múltiples personas. Además, había 1253 hogares sin ocupar y 374 eran alojamientos vacacionales o segundas residencias.